# Долгорукови
Долгорукови (Долгорукі, Долгоруково) — одна з численних гілок князів Оболенських, Рюриковичі.
Рід князів Долгорукових внесено до Оксамитову книгу. При подачі документів для внесення роду в Оксамитову книгу було надано два поколінні розписи: князем Федором Долгоруковим (грудень 1685) і боярином, князем Володимиром Дмитровичем Долгоруковим (лютий 1686).

## Походження роду
Предком князів Оболенських, як і багатьох інших, сімейні перекази називають Михайла Всеволодовича Чернігівського. Родоначальник власне Долгорукових - князь Іван Андрійович Оболенський (XVII коліно від Рюрика, 1-а пол. XV ст.), який отримав за свою мстивість прізвисько Долгорукий. З роду князів Долгорукових вийшли видні державні діячі, полководці та літератори.
Дочка боярина і князя Володимира Тимофійовича Долгорукова Марія - перша дружина царя Михайла Федоровича.

## Родинні пологи
У науковій праці Ф.І.Міллера: Звістки про російських дворян записано: Долгорукови. Князі. Походили від князів Чернігівських. Родовід розпис їх за № 207. Від них походять: Асовицькі, Бєлівські, Борятинські, Воротинські, Горенські, Завальські, Звенигородські, Золоті, Карачівські, Кашини, Курлятеви, Ликові, Мезецькі, Нагі, Ноготковські, Новосильські, Оболенські, Одоєвські, Пенінські, Рєпніни, Срібні, Стригіни, Тарусські, Телепні, Тростенські, Туреніни, Щепини, Щербаті, Ярославові.

## Опис герба
Щит розділений на чотири рівні частини, в яких зображені: в першій в золотому полі чорний одноголовий орел з золотою короною на голові з розкритими крилами, що тримає в лапах золотий хрест; у другій — у червоному полі ангел у срібнотканому одязі, що тримає в правій руці срібний меч, а в лівій — золотий щит; у третій — у чорному полі виходить із хмари рука зі стрілою, одягнена в лати; у четвертій — у блакитному полі срібна фортеця. Щит покритий мантією та шапкою, що належать князівській гідності.

## Геральдика
Князі Долгорукі почали використовувати герб не пізніше першої чверті XVIII століття. Герб зображений на рушницю, яка зберігається в оружейній палаті. В. К. Лукомський провів атрибуцію (1920) та встановив належність предмета члену Верховної таємної ради князю Василю Лукичу Долгорукому (близько 1670—1739). За навколишнім гербовим щитом ланцюга датського ордена Білого Слона і написи на замку він датував рушницю (1721—1722).
У XVIII столітті існували варіанти герба князів Долгоруких, відмінні від згодом офіційно затвердженого. На екслібрисі генерал-майора князя Петра Сергійовича Долгорукого (1721—1773) герб зображувався в овальному щиті, в четвертому полі замість кам'яної стіни — монограма «PPD» (prince Pierre Dolgoruki) і з щитоутримувачами у вигляді двох «диких». руках. На печатках князів Долгоруких зустрічався інший варіант герба: із щитоутримувачами у вигляді воїнів та девізом «У Бозі надія моя».

## Дворяни Довгорукі
Долгорукі (не князі), нащадки Олександра Петровича Долгорукого (вихованця князя Петра Яковича Долгорукого), який набув права спадкового дворянства військовою службою за царювання Імператора Миколи I. Рід у Гербовник не внесений.
Існував ще один нетітулований рід Долгоруких: у Боярських книгах з 1692 по 1708 був записаний стряпчий Степан Фокін Долгорукий. Ймовірно, до того ж роду належали Олексій Якович, Поривай, Володимир Лихачов син, П'ятий Фоміч, Роман, Ілля та Зик Остафовичі та Нечай Долгорукові, які згідно з Савеловим володіли маєтками в Бежецькій п'ятині (1572).